# Laukkujärvi
Laukkujärvi is een meer binnen de Zweedse gemeente Kiruna. Het meer wordt gevoed met water van de bergtoppen van het bergplateau rond de Kebnekaise, dat via het Paittasjärvi en een versmalling daarin het Laukkujärvi in stroomt. Het heeft veel weg van een diep uitgesleten gletsjergeul. Het meer, op 450 meter boven zeespiegel, is 7,5 km lang bij 1 km breed en gaat via een versmalling over in het Holmajärvi. Het water stroomt daarna naar de Kalixälven, die bij Kalix in Botnische Golf uitmondt.